# Tlapitzalli
Un tlapitzalli es un instrumento musical conocido por las culturas de Mesoamérica, particularmente los aztecas. Por lo general tiene forma de flauta. Generalmente está hecho de barro o madera, decorado con motivos naturales o dibujos de las deidades aztecas. El tlapitzalli podría ser fraccionado en compartimentos, ya que se ha encontrado un tlapitzalli con hasta cuatro cámaras. Además, "tlapitzalli" era un modo de llamar al caracol utilizado como corneta en las ceremonias y batallas mexicas. 
En nuestros días continúa usándose en el Estado de México.

## Usos
El tlapitzalli era un instrumento común en las orquestas mexicas, además de que era utilizado para señalar el inicio de una batalla.